# Stizocera horni
Stizocera horni là một loài bọ cánh cứng trong họ Cerambycidae.